# Smuč
Smuč (znanstveno ime Sander lucioperca) je evropska sladkovodna riba iz družine ostrižev.

## Opis
Smuč je riba z valjastim telesom. Ima veliko glavo z velikimi končnimi usti v katerih so dvoredni zobje, kar izkazuje roparsko ribo, ki pa za razliko od ščuke lovi bolj kot s pomočjo vida s pomočjo vonja, saj ima izredno razvita čutila za voh. Hrbet je pri odraslih primerkih sivozelene barve, boki so zelenkasti s temnejšimi progami, trebuh pa bel. Hrbtni (ima dve) in repna plavut sta pegasti, prsni, trebušni in predrepna plavut pa so svetlejše rjave barve. Smuč doseže dolžino do 120 cm in je lahko težak do 20 kilogramov, vendar povprečno v slovenskih vodah živijo manjši primerki. V izjemnih pogojih živijo do 20, v povprečju pa le okoli 10 let. Spolno dozorijo v tretjem ali četrtem letu starosti, drstijo pa se od marca do maja v plitvih predelih rek, kamor samice na podvodno rastlinje prilepijo ikre. V času razvoja iker jih samci hrabro branijo pred plenilci.
Smuč se v mladosti hrani z vodnim planktonom, odrasle ribe pa se hranijo izključno z drugimi ribjimi vrstami.

## Razširjenost
Smuč je razširjen po vsej Evropi, razen na skrajnem severu in jugu. Živi v vseh večjih vodotokih, kjer je tok počasen, dno pa prodnato, pa tudi v jezerih in drugih stoječih vodah, vendar temperatura vode ne sme biti previsoka. Najraje ima hladno, temačno vodo. Odrasle ribe so samotarji. V Sloveniji ga je najti v vseh rekah donavskega porečja, predvsem v tolmunih v pasu postrvi, lipana, mrene in, redkeje, ploščiča. Smuč je izredno občutljiva riba, ki ob poškodbah hitro pogine. Prav tako hitro pogine ob pomanjkanju kisika. Po slovenski zakonodaji je zaščiten z lovopustom v času drstitve in najmanjšo dovoljeno lovno mero, ki znaša 50 cm.